# ロイヤル・カリビアン・インターナショナル
ロイヤル・カリビアン・インターナショナル (Royal Caribbean International) は、1969年設立の米国船会社。親会社は業界第二位のロイヤル・カリビアン・グループ（英語: Royal_Caribbean_Group）。カリブ海を拠点にカジュアル・ファミリー向けのクルーズが中心となり、2021年1月現在、24隻の客船を保有する。
同じロイヤル・カリビアン・グループの傘下には、ワンランク上のサービスを提供するセレブリティ・クルーズ (Celebrity Cruises) がある。そのほかアザマラ・クルーズ (Azamara Cruises)、プルマントゥール・クルーズ (Pullmantur Cruises) とその子会社 CDF クロワジィエール・デ・フランス (Croisières de France) がある。

## 歴史
1968年にノルウェーの船舶運航業者3社の共同出資によってロイヤル・カリビアン・クルーズライン Royal Caribbean Cruise Line として設立された。1970年に新造船ソング・オブ・ノルウェーを就役させ、1972年までに同級三隻の船隊を整備した。ソング・オブ・ノルウェー級は1万8千総トン級で乗客定員700名程度と、当時のクルーズ産業の需要に合わせた無理のない規模の客船であった。その後同級三隻のうち二隻を1978年、1980年に船体延長して2万3千総トンに大型化。1982年には3万7千総トンのソング・オブ・アメリカが就役。当時同船はノルウィージャン・クルーズ・ラインのノルウェー、キュナードのクイーン・エリザベス2、P&Oラインのキャンベラ、オリアナ、ホーランド・アメリカ・ラインのロッテルダムに続く世界第六位の大きさのクルーズ客船であった。1988年に当時世界最大、最初からクルーズ客船として建造されたものでは世界で初めて7万総トンを超えたソブリン・オブ・ザ・シーズを就役させ世界の注目を集めると共に営業的に大成功を収めた。ただし、船舶過剰を懸念してその後の建造は4万8千総トンのノルディック・エンプレスとなり、他社から購入した4万総トンのバイキング・セレナーデを船隊に加えた。
同時期にライバル社カーニバル・クルーズ・ラインは7万総トン級のファンタジー級の毎年連続建造で8隻を整備し、折からのクルーズ需要の急増の波に乗って1996年には世界初の超10万総トンクルーズ客船カーニバル・デスティニーを就役させるなど積極的な船隊拡大を行い、ロイヤル・カリビアン社は企業規模としてはカーニバル社の後塵を拝する結果となった。
それに対抗して、1992年と93年にソブリン級の2・3番船を就役させるとともに1995年からビジョン級6隻を整備して1998年までに7万トン級のいわゆるメガシップ（当時の呼称の一つ）9隻を整備した。しかし細部仕様が2ないし3隻単位で異なっており徹底的な統一仕様を重視したカーニバル社の船隊に対しては営業効率の面では今ひとつ及ばなかった。クルーズ市場が拡大する中で企業規模の拡大が希求されており、1997年にはギリシア資本のプレミアム・クルーズラインであるセレブリティ・クルーズを買収し伊コスタ・クルーズと蘭ホランド・アメリカ・ラインを買収したカーニバルに対抗した。2003年には業界第三位の規模を有するP&Oプリンセス・クルーズとの合併交渉に臨み、（合併会社は世界最大のクルーズ運航社となる予定であった）契約にまで至ったもののカーニバル社がより好条件での横槍を入れる事態となった。結局契約は破棄されプリンセス・クルーズはカーニバル・コーポレーションと合併。このためロイヤル・カリビアン・クルーズは多額の違約金を受領したものの永続的に業界第二位の立場に甘んじる結果となった。

## 特徴
こういった歴史的経緯のため、近年の同社のクルーズ客船はより美しい船舶デザイン・全ガスタービン電気推進など新規技術の積極的投入・耳目を集める大型船の建造などにより差別化と市場アピールを図る傾向が見られる。
クルーズ船の種類として、1999年11月にデビューした当時として世界最大のボイジャークラス（13万8千トン）のクルーズ船が中心となるが、2007年より16万トンのフリーダムクラスが登場した。2009年11月13日には22万トンのオアシスクラスが基地となるフロリダに到着し、12月4日から本格的な営業運航を開始した。
約9万トンのレディアンスクラスは、ボイジャークラスと前後して建造され、パナマ運河を通過できる大きさの最大級である。同級は環境に配慮してガスタービン発電・ポッド型電動推進として建造された。これにより従来ディーゼル主機によって発生していた煤煙や窒素酸化物を大幅に減らす事が可能になったが、昨今の燃料価格の暴騰により採算性が悪化する結果となった。そのため低燃費なディーゼル発電機を一基追加し中速域までガスタービン発電機を稼働させる事なく運航可能とするための工事が予定されている。
この他にもビジョンクラス（7万トンクラス）などがある。
運航エリアはカリブ海が中心となるが、アラスカ、ヨーロッパ、パナマ運河やメキシコ、カナダニューイングランド地方、カリフォルニア、バミューダにも定番クルーズがある。

## サービス
船内は多彩な設備を備え、華麗なショーや、数々のレストラン、盛りだくさんのイベントが用意されている。エンターテイメント、施設利用料、食事3食もクルーズ料金に含まれている。
その他、別料金にてオプショナルツアーなども申し込むことができる。

## 保有する客船
1991年以降に就役・改修した客船は、船名に「オブ・ザ・シーズ」（of the Seas）と付けているのが特徴である

### アイコンクラス
アイコンクラスは世界最大の規模を持つクラス。これまでのワールドレコード、ユートピア・オブ・ザ・シーズの23万トンをさらに超越した「25万トン」。これまでの常識を覆す最先端のアトラクションとエンターテインメントを満載し、動力はLNGを用いたクリーンエネルギー客船である。ロイヤル・カリビアン・クルーズ社は今後造船する新しい LNG客船を「アイコン」と称し、この新しいアイコン船の造船に独マイヤー・トゥルク社と合意した。同社はこれまでも、船底の微細な気泡で摩擦抵抗を減らす技術や、排気をクリーンにする技術などを導入し、燃費向上や排出物削減を実現してきた。ロイヤル・カリビアン・クルーズ社会長兼CEO のリチャードフェインは「我々は常に環境を意識し、環境責任を考慮してきた。この新しいアイコン客船によって、排ガスがクリーンで環境に配慮した クルーズの実現に近づいている」とコメント。ロイヤル・カリビアン・インターナショナル社（ロイヤル・カリビアン・クルーズ社の傘下オペレーター）のプレジデント兼CEO のマイケルベイリーは加えて「顧客は我々が常に新しい挑戦に取り組み、その挑戦を成し遂げていく事を期待している。新たなアイコン客船の省エネ導入によって海洋環境に安全性が高まる」と述べた。 LNG燃料を導入した客船によって、今後の海洋産業の造船技術の発展をもたらすきっかけとなることが期待される。フェインによると「LNG燃料客船が増加する事で、LNG燃料船の受入れ体制に積極的な港の増加が見込まれる。そのことでクルーズ産業にかかわる供給業社にも新たなメリットが増える」と述べた。アイコン客船の造船には優先的にLNG燃料の導入がされるが、従来の旅程に既に組み込まれた港に合わせて従来の燃料油でも運航ができるように2元燃料を使えるシステムの導入を予定している。また、ロイヤル・カリビアン・クルーズ社のデザイン責任者のハリー・クロバーラは新たな燃料技術システムにより革新的なデザイン船への可能性を述べた。更に同氏によると「ここ10年近く燃 料電池システムには注目をしてきたが、近年の技術の進化や環境安全の関心の高さに伴い今後の次世代クルーズ造船には LNG 燃料の導入がふさわしいと判断した。また、アイコン客船は乗客 定員規模で五千人程度となる（詳細は未だ未定）」と述べていた。
| 船名                                 | 就航年    | 定員  | デッキ数 | 総トン数 | 巡航速度 | 備考                                                                     | ギャラリー |
| ------------------------------------ | --------- | ----- | -------- | -------- | -------- | ------------------------------------------------------------------------ | ---------- |
| アイコン・オブ・ザ・シーズ           | 2024年1月 | 7,600 | 20       | 250,800  |          | 世界最大のクルーズ客船 環境性能を重視した動力として、LNGと燃料電池を使用 |            |
| スター・オブ・ザ・シーズ             | 2025年    | 5,650 |          |          |          | 環境性能を重視した動力として、LNGと燃料電池を使用                        |            |
| レジェンド・オブ・ザ・シーズ （2代） | 2026年    | 5,650 |          |          |          |                                                                          |            |

### オアシスクラス
オアシスクラスはアイコンクラスに次いで世界で2番目の大きさを誇るクラス。STXヨーロッパが建造。オアシス・オブ・ザ・シーズとアルーア・オブ・ザ・シーズの名前は、USAトゥデイ上でコンテストを行い名付けられた。
| 船名                           | 就航年         | 定員  | デッキ数 | 総トン数 | 巡航速度  | 備考                                              | ギャラリー |
| ------------------------------ | -------------- | ----- | -------- | -------- | --------- | ------------------------------------------------- | ---------- |
| オアシス・オブ・ザ・シーズ     | 2009年 12月5日 | 6,360 | 16       | 225,282  | 22 ノット |                                                   |            |
| アルーア・オブ・ザ・シーズ     | 2010年 12月1日 | 6,360 | 16       | 225,282  | 22 ノット |                                                   |            |
| ハーモニー・オブ・ザ・シーズ   | 2016年 5月22日 | 6,410 | 16       | 226,963  | 22 ノット |                                                   |            |
| シンフォニー・オブ・ザ・シーズ | 2018年 3月31日 | 6,680 | 16       | 228,081  | 22 ノット |                                                   |            |
| ワンダー・オブ・ザ・シーズ     | 2022年3月4日   | 6,988 | 16       | 236,857  | 22 ノット |                                                   |            |
| ユートピア・オブ・ザ・シーズ   | 2024年7月      |       |          | 236,860  | 22ノット  | 環境性能を重視した動力として、LNGと燃料電池を使用 |            |

### クァンタムクラス
マイヤー・ヴェルフトが建造を手掛けており、設備に関してレディアンスクラスと似た特徴を持つ。このクラスには、「ノーススター」と言われる41メートルの長さを持つクレーン型展望カプセルや、スカイダイビングシミュレーター「RipCord by iFLY」、船後方にあるパノラマ型の窓を利用したプロジェクションマッピングを楽しめるラウンジ「Two70°」など、これまでのクラスには無いさまざまな設備を搭載している。2019年4月に就航したスペクトラム・オブ・ザ・シーズは英語版において「クァンタム・ウルトラ・クラス」日本語公式サイトにおいても「クァンタム・クラスをさらに進化」と説明されているが、総トン数が近似していることから本クラスに分類した。
| 船名                           | 就航年         | 定員  | デッキ数 | 総トン数 | 巡航速度  | 備考                     | ギャラリー |
| ------------------------------ | -------------- | ----- | -------- | -------- | --------- | ------------------------ | ---------- |
| クァンタム・オブ・ザ・シーズ   | 2014年10月31日 | 4,180 | 18       | 168,666  | 22 ノット | 航行中可動式ゴンドラ装備 |            |
| アンセム・オブ・ザ・シーズ     | 2015年4月20日  | 4,180 | 18       | 168,666  | 22 ノット |                          |            |
| オベーション・オブ・ザ・シーズ | 2016年4月14日  | 4,180 | 18       | 168,666  | 22 ノット |                          |            |
| スペクトラム・オブ・ザ・シーズ | 2019年4月18日  | 4,246 | 18       | 169,379  | 22 ノット |                          |            |
| オデッセイ・オブ・ザ・シーズ   | 2021年4月予定  | 4,200 |          | 167,704  | 22 ノット |                          |            |

### フリーダムクラス
ボイジャー・オブ・ザ・シーズ級を船体中央で延長した船型となっている。船の全長は大きくなったがボイジャー級と準同型と言える。
| 船名                                 | 就航年        | 定員  | 総トン数 | デッキ数 | 巡航速度    | 備考 | ギャラリー |
| ------------------------------------ | ------------- | ----- | -------- | -------- | ----------- | ---- | ---------- |
| フリーダム・オブ・ザ・シーズ         | 2006年6月4日  | 4,375 | 154,407  | 15       | 21.6 ノット |      |            |
| リバティ・オブ・ザ・シーズ           | 2007年5月19日 | 4,375 | 154,407  | 15       | 21.6 ノット |      |            |
| インディペンデンス・オブ・ザ・シーズ | 2008年5月2日  | 4,375 | 154,407  | 15       | 21.6 ノット |      |            |

### レディアンスクラス
パナマ運河の通航が不可能なボイジャー級を補完する目的も含めて建造されたパナマックス・マックス級の船級。ボイジャー級と同じポッド型電動推進器を二基備える。ガスタービン発電機二基とガスタービン排気を熱交換機に通した蒸気タービン発電を主発電力として用いた世界初のクルーズ客船である。機関容積・重量の軽減小型化という利点を重視し採用された方式であるが、近年の燃料油の恒常的高騰により収益性の悪化を招いている。そのため、中速巡航域までガスタービンを稼働させる事なく運航可能とするためのディーゼル発電機(発電出力11.2MW)を一基追加する改装工事が計画されている。
| 船名                           | 就航年        | 定員  | 総トン数 | 巡航速度  | 備考 | ギャラリー |
| ------------------------------ | ------------- | ----- | -------- | --------- | ---- | ---------- |
| レディアンス・オブ・ザ・シーズ | 2001年3月10日 | 2,502 | 90,090   | 25 ノット |      |            |
| ブリリアンス・オブ・ザ・シーズ | 2002年6月19日 | 2,502 | 90,090   | 25 ノット |      |            |
| セレナーデ・オブ・ザ・シーズ   | 2003年8月1日  | 2,502 | 90,090   | 25 ノット |      |            |
| ジュエル・オブ・ザ・シーズ     | 2004年5月8日  | 2,502 | 90,090   | 25 ノット |      |            |

### ボイジャークラス
同社のクルーズ客船で初めてポッド型電動推進装置を用いた船級である。三基の推進装置の内中央の一基は固定、両舷の二基は360度旋回式となっている。
| 船名                               | 就航年         | 定員  | 総トン数 | デッキ数 | 巡航速度  | 備考                               | ギャラリー |
| ---------------------------------- | -------------- | ----- | -------- | -------- | --------- | ---------------------------------- | ---------- |
| ボイジャー・オブ・ザ・シーズ       | 1999年11月21日 | 3,840 | 137,276  | 14       | 22 ノット | 初めてアイススケートリンクを設置。 |            |
| エクスプローラー・オブ・ザ・シーズ | 2000年10月28日 | 3,840 | 137,308  | 14       | 22 ノット |                                    |            |
| アドベンチャー・オブ・ザ・シーズ   | 2001年11月18日 | 3,807 | 137,276  | 14       | 22 ノット |                                    |            |
| ナビゲーター・オブ・ザ・シーズ     | 2002年12月14日 | 3,807 | 138,279  | 14       | 22 ノット |                                    |            |
| マリナー・オブ・ザ・シーズ         | 2003年11月16日 | 3,807 | 138,279  | 14       | 22 ノット |                                    |            |

### ビジョンクラス
ビジョンクラスは、以下のラプソディクラス、グランジャークラスに分けられる。レジェンドクラスについては2016年に英国に売却されたため現存しない。

#### ラプソディクラス
| 船名                         | 就航年        | 定員  | 総トン数 | デッキ数 | 巡航速度  | 備考 | ギャラリー |
| ---------------------------- | ------------- | ----- | -------- | -------- | --------- | ---- | ---------- |
| ラプソディ・オブ・ザ・シーズ | 1997年5月19日 | 2,416 | 78,491   |          | 22 ノット |      |            |
| ビジョン・オブ・ザ・シーズ   | 1998年5月2日  | 2,416 | 78,340   |          | 22 ノット |      |            |

#### グランジャークラス
同級二番船のエンチャントメント・オブ・ザ・シーズは2005年に船体中央に22mの延長部を挿入し、全長を301.5mに、総t数を80,500tに拡大する工事を受けた。この拡大工事は技術的にも営業的にも成功であったが、経費超過のため僚船グランジャー・オブ・ザ・シーズに施行する計画は中止された。
| 船名                                 | 就航年         | 定員  | 総トン数 | デッキ数 | 巡航速度  | 備考 | ギャラリー |
| ------------------------------------ | -------------- | ----- | -------- | -------- | --------- | ---- | ---------- |
| グランジャー・オブ・ザ・シーズ       | 1996年12月14日 | 2,440 | 73,817   |          | 22 ノット |      |            |
| エンチャントメント・オブ・ザ・シーズ | 1997年7月13日  | 2,730 | 82,910   |          | 22 ノット |      |            |

### 建造船・計画船
| 船名                         | クラス         | 予定就航年 | 定員  | デッキ数 | 総トン数 | 巡航速度  | 備考                                              | ギャラリー |
| ---------------------------- | -------------- | ---------- | ----- | -------- | -------- | --------- | ------------------------------------------------- | ---------- |
| アイコン・オブ・ザ・シーズ   | アイコンクラス | 2024年1月  | 5,650 | 20       | 250,800  |           | 環境性能を重視した動力として、LNGと燃料電池を使用 |            |
| ユートピア・オブ・ザ・シーズ | オアシスクラス | 2024年7月  | 5,714 |          | 236,860  | 22 ノット | 環境性能を重視した動力として、LNGと燃料電池を使用 |            |
| 未定                         | アイコンクラス | 2025年     | 5,650 |          |          |           | 環境性能を重視した動力として、LNGと燃料電池を使用 |            |
| 未定                         | アイコンクラス | 2026年     | 5,650 |          |          |           |                                                   |            |

### 退役船
- ソング・オブ・ノルウェー - 後にオーシャン・パールとなる。
- ノルディック・プリンス - 後にオーシャンスター・パシフィック（オーシャンスター・クルーズ）となる。
- サン・バイキング - 後にオリエンタル・ドラゴンとなる。
- ソング・オブ・アメリカ - 後にルイス・オリンピア（ルイス・クルーズライン）となる。
- バイキング・セレナーデ - 後にアイランド・エスケープ（トムソン・クルーズ）となる。
- ノルディック・エンプレス/エンプレス・オブ・ザ・シーズ - 後にエンプレス（プルマントゥール・クルーズ）となる。
- ソブリン・オブ・ザ・シーズ - 後にソブリン（プルマントゥール・クルーズ）となる。
- モナーク・オブ・ザ・シーズ - 後にモナーク（プルマントゥール・クルーズ）となる。
- レジェンド・オブ・ザ・シーズ  - 英国トムソンクルーズに売却（TUIDiscovery2）、その後、マレラ・ディスカバリー2となる。
- スプレンダー・オブ・ザ・シーズ - 英国トムソンクルーズに売却（TUIDiscovery）、その後、マレラ・ディスカバリーとなる。
- マジェスティ・オブ・ザ・シーズ - ギリシャSeajetsに売却、Majesty of the Oceansに改名
- エンプレス・オブ・ザ・シーズ - インドCordelia Cruisesに売却

## ハイチ地震における対応
2010年1月、ハイチ大地震に見舞われた直後、リゾート客を乗せたリバティ・オブ・シーズがハイチ北部のプライベートリゾート地に寄港。国内で行方不明者の捜索、被災民の救済が行われている最中の出来事だけに批判を受けることとなった。会社側は、地震があった時だからこそ現地の雇用を維持し地域経済を支えなければならないこと、船に支援物資を載せずぬたこと、救援資金として100万ドルを寄付していることを主張したが、総じてアメリカ国内ではネガティブな報道ぶりとなった。